# Боротра, Клэр
Клэр Боротра (фр. Claire Borotra; род. 25 сентября 1973, Булонь-Бийанкур, О-де-Сен) — французская актриса, сценарист и продюсер.
Она стала известна широкой публике благодаря ролям в ТВ фильме «Милый друг», мини-сериале «Голубой океан», и фильме «Лотрек» Роже Планшона.

## Биография
Клэр Боротра — дочь Франка Боротра и внучатая племянница Жана Боротра. С 9 до 12 лет изучала классический танец в танцевальной школе Парижской оперы.
Она рассталась с актёром Жеромом Ангера (они познакомились на съемках «Жюли Леско»), от которого у неё двое детей, девочка по имени Алаис (р. в 2001 г.) и мальчик по имени Артур (р. в 2008 г.).

## Фильмография

### Кино
- 1995: Дейзи и Мона в роли Клод д’Анна
- 1996: Господа дети в роли Агнес
- 1998: Лотрек в роли Элен
- 2001: Спасибо, мадемуазель (короткометражный фильм), девушка
- 2007: Четвёртый кусок разрезанной пополам женщины, мать Луизы
- 2007: Большой город, профессор
- 2019: Место побед, жена Бруно

### Телевидение
- 1993: Онорин и блудное дитя : Марго
- 1995: Девушка, не похожая на других: Эдвига, няня
- 1995: Жули Леско, эпизод помилования: Кристин Делаж
- 1996: Сумасшедший из башни
- 1996: Далекий юг (мини-серия): Сильвия
- 1997: Великий Батр (мини-серия): Мари
- 2002: Судьба Клариссы: Кларисса
- 2003: Синий океан (мини-серия): Талия Варгас
- 2005 : Предупреждение в Париже!: Лоуренс Рену
- 2005: Милый друг: Клотильда де Марэль
- 2005: Коломба: Лидия
- 2005 : За закрытыми дверями : Инес
- 2006 : Дети, я люблю! : Эстель констант
- 2006: Детский секрет : Графиня де Солар
- 2006: Дочь лидера : Анна Дюрок
- 2009: Да здравствует праздник ! (Эпизоды 1 и 2): педиатр
- 2012: Антигона 34 (мини-серия): Элен де Сойер
- 2014: Каин (сериал, эпизод Бог, Каин и т. д.) : мать-настоятельница
- 2014: Пропавшие без вести: Клэр
- 2014: Убийства в Стране Басков: Мари Дагер
- 2015: Убийства в Геранде: Мари Дагер
- 2015: Исчезновение на берегу озера (мини-серия): Патриция Мазо
- 2016—2017: Ясноглазая месть (сериал): Пенелопа
- 2018: Мертвец на пляже : Элоиза
- 2019 : Нина (сериал, сезон 5, эпизод 10) : Lise Chartain
- 2020: Кассандр: ЛОР Симоне

### Как сценарист
- 2017 : серны (сериал) Филипп Лефевр

### Анимация
- 2007 : Ведущий шоу вы должны дышать на TPS Star.

### Театр
- 1992: диалог с умершей дочерью Жака Зимина, по Гилберту Сезброну, постановка Жана Фондоне, парижского театра Эссайона, с Жаком Дакмином и Элен Руссель
- 1995: Плот Медузы Роджера Планшона, авторская постановка
- 1996: Триумф любви Мариво, постановка Роджера Планшона, NPT Villeurbanne
- 1997: Плот Медузы Роджера Планшона, авторская постановка, Национальный театр
- 1997 год: Артур Миллер, постановка Жерома Савари, Парижский театр
- 1998: Триумф любви Мариво, постановка Роджера Планшона, ДНЯО, Одеон-Театр Европы
- 1998: Мечтать может Жан-Клод Грумберг, постановка Жан-Мишель Рибес,
- 2000 : За закрытыми дверями Жан-Поль Сартр, постановка Роберта Хоссейна, театр Мариньи
- 2003: Прекрасная память Мартина Фельдмана, постановка Алена Сакса, театр Эберто
- 2018: Хард, адаптация Бруно Гаччо, постановка Николя Бриансона, театр Возрождения